# Gubernatorzy Nowej Południowej Walii

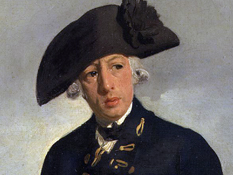
Arthur Phillip, pierwszy gubernator Nowej Południowej Walii

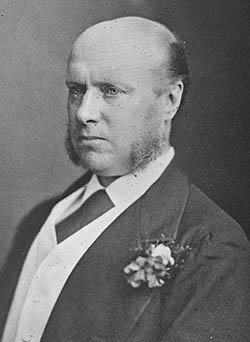
Lord Rosmead, gubernator w latach 1872-1879

Gubernator Nowej Południowej Walii (Governor of New South Wales) – formalnie najwyższe stanowisko we władzy wykonawczej australijskiego stanu Nowa Południowa Walia.
W latach 1788–1855 gubernator był najważniejszym urzędnikiem brytyjskiej administracji w tej ówczesnej kolonii i to do niego należała ostateczna decyzja w większości kluczowych spraw. W 1855 Nowa Południowa Walia otrzymała autonomię. Urząd gubernatorski zaczął stopniowo tracić na znaczeniu, realnie najważniejszym politykiem w kolonii stawał się zaś premier. Od 1901 Nowa Południowa Walia jest jednym ze stanów Związku Australijskiego, jednak urząd gubernatora został zachowany.
Obecnie gubernator wykonuje na szczeblu stanowym kompetencje analogiczne do tych, które w polityce federalnej przypisane są gubernatorowi generalnemu, nie jest mu jednak w żaden sposób podległy. W szczególności ma prawo powoływania i odwoływania premiera i ministrów rządu stanowego (w praktyce premierem zostaje jednak zawsze przywódca większości w izbie niższej parlamentu stanowego). Nie może natomiast – w przeciwieństwie do gubernatora generalnego – skracać kadencji parlamentu, bowiem obywatele stanu w referendum w 1995 pozbawili go tego uprawnienia. Gubernator ma prawo korzystać ze swych kompetencji samodzielnie jedynie w sytuacjach wyjątkowych, np. w razie poważnego kryzysu politycznego. Ostatni raz taka sytuacja miała miejsce w 1932 roku, kiedy zdymisjonowany został gabinet Jacka Langa.
Gubernator jest osobistym przedstawicielem monarchy, powoływanym na wniosek premiera stanu. Oficjalną rezydencją gubernatora jest gmach Government House w Sydney.

## Lista gubernatorów

### Gubernatorzy kolonii brytyjskiej
| lp. | gubernator               | od   | do   |
| --- | ------------------------ | ---- | ---- |
| 1   | Arthur Phillip           | 1788 | 1792 |
| 2   | John Hunter              | 1795 | 1800 |
| 3   | Philip Gidley King       | 1800 | 1806 |
| 4   | William Bligh            | 1806 | 1808 |
| 5   | Lachlan Macquarie        | 1810 | 1821 |
| 6   | Thomas Brisbane          | 1821 | 1825 |
| 7   | Ralph Darling            | 1825 | 1831 |
| 8   | Richard Bourke           | 1831 | 1837 |
| 9   | George Gipps             | 1838 | 1846 |
| 10  | Charles Augustus FitzRoy | 1846 | 1855 |
| 11  | William Denison          | 1855 | 1861 |
| 12  | John Young               | 1861 | 1867 |
| 13  | Somerset Lowry-Corry     | 1868 | 1872 |
| 14  | Hercules Robinson        | 1872 | 1879 |
| 15  | Augustus Loftus          | 1879 | 1885 |
| 16  | Robert Wynn Carrington   | 1885 | 1890 |
| 17  | Victor Child-Villiers    | 1891 | 1893 |
| 18  | Robert Duff              | 1893 | 1895 |
| 19  | Henry Brand              | 1895 | 1899 |
| 20  | William Lygon            | 1899 | 1900 |

### Gubernatorzy stanu Australii
| lp. | gubernator             | od   | do       |
| --- | ---------------------- | ---- | -------- |
| 20  | William Lygon          | 1901 | 1901     |
| 21  | Harry Rawson           | 1902 | 1909     |
| 22  | Frederic Thesiger      | 1909 | 1913     |
| 23  | Gerald Strickland      | 1913 | 1917     |
| 24  | Walter Davidson        | 1918 | 1923     |
| 25  | Dudley de Chair        | 1924 | 1930     |
| 26  | Philip Game            | 1930 | 1935     |
| 27  | Alexander Hore-Ruthven | 1935 | 1936     |
| 28  | David Murray Anderson  | 1936 | 1936     |
| 29  | John Loder             | 1937 | 1946     |
| 30  | John Northcott         | 1946 | 1957     |
| 31  | Eric Woodward          | 1957 | 1965     |
| 32  | Roden Cutler           | 1966 | 1981     |
| 33  | James Rowland          | 1981 | 1989     |
| 34  | David Martin           | 1989 | 1990     |
| 35  | Peter Sinclair         | 1990 | 1996     |
| 36  | Gordon Samuels         | 1996 | 2001     |
| 27  | Marie Bashir           | 2001 | 2014     |
| 28  | David Hurley           | 2014 | 2019     |
| 29  | Margaret Beazley       | 2019 | urzęduje |